# Blade (1998)
Blade ist ein Horror-Actionfilm aus dem Jahr 1998, der auf den Marvel-Comics gleichen Namens basiert. Die Hauptrolle spielt Wesley Snipes.

## Handlung
Die junge Vanessa Brooks wird 1967 während ihrer Schwangerschaft von einem Vampir gebissen. Für sie selbst kommt jede Hilfe zu spät, aber ihr geretteter Sohn Eric wird durch die ungewöhnliche Situation als ein Halbwesen aus Mensch und Vampir, ein sogenannter Daywalker, geboren. Er hat die Kraft und den Blutdurst der Nachtgeschöpfe, ist jedoch unempfindlich gegen das Sonnenlicht, Knoblauch und Silber, die Schwächen der normalen Vampire.
Jahrzehnte später streift er unter dem Namen „Blade“ als Vampirjäger umher, um Rache für den Tod seiner Mutter zu nehmen. Unterstützt wird er dabei von Abraham Whistler, der ihn als Kind von der Straße geholt hat. Dieser baut für ihn Waffen im Kampf gegen die Vampire. Sie sind dabei ständig unterwegs und bleiben immer nur für kurze Zeit in einer Stadt. Seinen Blutdurst stillt Blade, da er kein Menschenblut trinken will, mit einem eigens für ihn entwickelten Serum. Es zeigt sich jedoch, dass die Abstände zwischen den Injektionen immer kürzer werden, Whistler vermutet, dass Blade langsam eine Immunität gegen das Serum entwickelt, sieht aber keine Möglichkeit, ihm zu helfen. Hinzu kommt, dass er selbst an Krebs leidet.
Schon länger sind die beiden auf der Suche nach einem Vampir namens Deacon Frost. Dieser betreibt einen Rave-Club, den Blade eines Abends aufsucht, in der Hoffnung, dort Hinweise auf den Aufenthalt seines Besitzers zu finden. Es gelingt ihm, Quinn, Frosts rechte Hand, zu stellen, der den Aufenthalt seines Herren jedoch nicht verraten will. Blade zündet ihn an, muss jedoch fliehen, als die Polizei erscheint. Diese löschen den brennenden Körper und bringen den vermeintlichen Leichnam in ein Krankenhaus. Dort kommt Quinn wieder zu sich und fällt die beiden Ärzte, die ihn gerade untersuchen, an, darunter auch die Hämatologin Karen Jenson. Blade erscheint im Krankenhaus, Quinn kann ihm jedoch erneut entkommen. Er nimmt Karen schließlich mit, weil er hofft, dass man sie durch eine Knoblauch-Injektion davor bewahren kann, sich in einen Vampir zu verwandeln. Whistler gibt der Frau jedoch eine 50:50-Chance und rät ihr, sich umzubringen, wenn sie merkt, dass sie sich verwandelt – es sei besser als die Alternative.
Blade fährt Karen zurück zum Wohnblock, in dem sie lebt und rät ihr, niemandem zu trauen, da die Vampire überall ihre Finger im Spiel haben und bereits die halbe Stadt kontrollieren. Karen wundert sich, welche Gefahr ihr bei Tageslicht drohen soll, hat kurz danach im Aufzug jedoch eine seltsame Begegnung mit zwei Personen, von denen sie glaubt, dass sie sie verfolgen. Als sie in ihrer Wohnung angelangt ist, bekommt sie Besuch von einem Polizeibeamten namens Krieger, der vorgibt, vorbeigekommen zu sein, um zu sehen, ob sie daheim ist, da sie als vermisst gilt. Er will sie jedoch töten, wird aber von Blade, der Karen lediglich als Köder benutzt hat, überwältigt. Es stellt sich heraus, dass Krieger kein Vampir ist, sondern ein sogenannter Familiar, ein Mensch, der sich in den Dienst eines Vampirs gestellt hat, in der Hoffnung, eines Tages als Belohnung verwandelt zu werden. Der Tätowierung nach handelt es sich um einen Untergebenen von Frost. Blade will mehr über Frosts Aufenthalt wissen, jedoch kann ihm Krieger entkommen. Gemeinsam mit Karen wartet er jedoch ab, bis Krieger im Schutz der Nacht wieder zu seinem Wagen zurückkehrt, um die im Kofferraum befindlichen Blutkonserven zu Frost zu bringen. Auf diese Weise führt sie die Spur zu einem Nachtclub, in dem Krieger verschwindet. Dort finden Blade und Karen den Zugang zu einem im Keller befindlichen Archiv, in dem die Vampire des Hauses Erebus ihre Geschichte aufbewahren. Dort befinden sich auch Original-Seiten aus dem Buch Erebus aufbewahrt, gewissermaßen die Bibel der Vampire. Durch Pearl, den dortigen Hüter, stößt Blade auf eine Sache, hinter der Frost in letzter Zeit her ist. Es geht um eine alte Prophezeiung von der Wiedererweckung der Vampirgottheit La Magra. Blade nimmt den Datenträger mit den Informationen mit, dann flüchten er und Karen vor Frosts Leuten, die inzwischen in das Archiv eingedrungen sind, um Blade zu schnappen.
Zurück in ihrem Versteck zeigt Blade Whistler die Aufzeichnungen, der davon ausgeht, dass Frost vorhat, La Magra wieder zum Leben zu erwecken. Für das Ritual benötigt er jedoch zwölf reinblütige Vampire. Der Schlüssel zur Auferstehung hingegen ist jedoch Blade als Daywalker. Daher versuchen Frosts Leute inzwischen, seit es Frost gelungen war, die Texte des Buches Erebus übersetzen zu lassen, Blade lebend zu erwischen, nachdem sie all die Jahre zuvor darauf erpicht waren, den verhassten Daywalker endlich zu töten.
Karen will nun herausfinden, ob es eine Heilung vom Vampirismus gibt. Sie findet bei ihren Versuchen stattdessen heraus, dass die Chemikalie EDTA explodiert, wenn sie mit Vampirblut in Berührung kommt. Sie denkt, dass es Blade als Waffen nutzen kann.
Als Blade abwesend ist, wird der Unterschlupf von Frosts Leuten überfallen. Whistler wird schwer verletzt und von einem Vampir gebissen zurückgelassen und Karen entführt. Blade findet seinen Mentor und reicht diesem auf eigenen Wunsch eine Waffe, mit der sich dieser erschießt, um nicht als Vampir wiederzukehren. Frost hat Blade eine Nachricht hinterlassen, wo er zu finden ist. Blade rüstet sich zum Kampf und begibt sich zu Frosts Hauptquartier, um Karen zu befreien, Rache für den Tod Whistlers zu nehmen und Frost von der Durchführung seiner Pläne abzuhalten. Blade stößt nach einigen Kämpfen schließlich auf seine eigene Mutter Vanessa, die er bislang für tot gehalten hatte. Er muss erfahren, dass es Frost war, der seine Mutter damals gebissen hatte und dass sie nach ihrem Tod zu einem Vampir geworden ist, nun an Frosts Seite steht. Den Moment der Verwirrung nutzen Frost und seine Leute, um Blade zu überwältigen.
Sie bringen ihn an einen Ort, wo sich der sogenannte Tempel der ewigen Nacht befindet, der vor langer Zeit von den Vampiren errichtet worden, im Laufe der Zeit aber vergessen wurde. Blade wird dort in eine Vorrichtung gesperrt, um sein Blut zu gewinnen, das für das Ritual notwendig ist. Karen, die mitgebracht und eingesperrt wurde, gelingt es, frei zu kommen und macht sich sogleich daran, Blade zu befreien. Da dessen Blutdurst ohne Serum immer stärker wird, überredet sie ihn, ihr Blut zu trinken. Vanessa erscheint schließlich und will Blade aufhalten, doch ihr Sohn tötet sie schließlich. Blade kann das Ritual nicht verhindern, La Magra ersteht in Frost auf, der damit nun noch stärkere Kräfte als bisher erlangt hat. Blade tritt ihm gegenüber und die beiden liefern sich einen Kampf mit Schwertern. Blade kann Frost schließlich erledigen, indem er ihm seinen gesamten mitgebrachten Vorrat an EDTA injiziert, wodurch Frosts Körper anschwillt und schließlich explodiert.
Anschließend begeben sich Blade und Karen nach draußen. Karen bietet Blade ihre Hilfe an, ein Mittel zu finden, ihn zu heilen. Blade meint jedoch, es wäre sinnvoller, ein besseres Serum zu suchen, damit er den Kampf gegen die Vampire fortsetzen kann.
Im Epilog des Filmes stellt sich Blade einem Vampir im verschneiten Moskau.

## Hintergrund
Das ursprüngliche Finale des Filmes sah vor, dass sich Frost, nachdem er zu La Magra geworden war, in eine Art blutigen Wirbelsturm verwandelt, den Blade schließlich besiegen kann, indem er das mitgeführte EDTA in diesen wirft. Dies erschien den Machern von den Effekten her jedoch nicht zufriedenstellend, zudem wollte man letztlich einen unmittelbaren Endkampf mit Frost als Gegenspieler haben. Der Epilog, der Blade in Moskau zeigt, wurde ebenso hinzugefügt. Das ursprüngliche Ende sah vor, dass Blade und Karen, als sie den Tempel wieder verlassen haben, auf einem Gebäudedach den Vampir Morbius stehen sehen, einen der Gegner von Blade aus den Comics.
Durch das neue Ende wurde auch eine Szene gestrichen, in der Frost Jensen zeigt, wie die Vampire nach der Erweckung des Blutgottes überleben wollen: Dazu wurden Menschen in einem Koma gehalten und in Plastik verpackt, sodass man regelmäßig ihr Blut ernten kann. Die Idee wurde dann mit einer Blutfarm im dritten Teil Blade: Trinity wieder aufgegriffen.

## Das Vampir-Bild
In Blade wurde ein verändertes Bild von Vampiren entworfen und gezeigt.

### Biologische Aspekte
- Vampire sterben nur noch durch UV-Strahlung, Knoblauch, Silber oder Zerstörung eines lebenswichtigen Organs (z. B. Herz).
- Knoblauch führt bei Vampiren zu einem anaphylaktischen Schock.
- Andere klassische Vampir-Traditionen, etwa dass Vampire von christlichen Zeichen abgeschreckt werden, wurden nicht mehr aufgegriffen.
- Vampire verfügen über einen genetischen Defekt und sind darauf angewiesen, Blut zu saugen, um ihren Mangel an Hämoglobin auszugleichen.
- Vampire können sich offenbar wie Menschen fortpflanzen, nachdem es reinblütige Vampire gibt, die bereits als Vampir geboren wurden. Es werden hierbei jedoch keine Details genannt.

### Gesellschaftliche Aspekte
- Vampire haben geheime Verträge mit nicht näher beschriebenen menschlichen Entscheidungsträgern geschlossen, nach denen die Vampire keinen globalen Feldzug zu befürchten haben und verdeckt unter Menschen leben dürfen (was auch die Nahrungsbeschaffung abdeckt), solange sie im Gegenzug keine vernichtenden Attacken gegen die menschliche Population starten.
- Vampire haben wirtschaftliche und politische Macht inne, da sie einflussreiche Menschen, als Gegenleistung für deren Unterstützung ihrer Interessen, in körperlich gesündere, stärkere und theoretisch unsterbliche Vampire wandeln.
- Vampire sind in sogenannten Häusern organisiert, die an Mafia-Clans erinnern.
- Die Vampirgesellschaft und deren Weltbild wird von einer rassistischen Hierarchie definiert, wonach Reinblütige zuoberst auf der Gesellschaftspyramide thronen. Diese sind als Vampire geboren. Dann folgen die Gewandelten, also Vampire, die durch den Vampirbiss von einem Menschen zu einem Vampir gewandelt werden. Sie werden als Vampire zweiter Klasse angesehen und dementsprechend geringschätzig behandelt. An dritter Stelle stehen die Familiars, also Menschen, die sich in den Dienst der Vampire stellen und ihnen Treue schwören, da sie sich versprechen bei entsprechend treuen Diensten eines Tages zu Vampiren gewandelt zu werden. Sie tragen auf ihrer Haut Tätowierungen, die aus dem Zeichen ihres Meisters bestehen. Eigentlich sehen Vampire in Menschen bloße Nahrung, aber in diesem Fall billigen sie diesen Zustand aus Pragmatismus. Es ist unklar, ob die ominösen menschlichen Entscheidungsträger, mit denen die Vampire die Geheimverträge schlossen, selbst Familiars waren oder sind oder ob sie nur einen Waffenstillstand bezweckten.

## Soundtrack
Der Song, der in der Club-Eröffnungsszene zu hören ist, ist ein durch eine TB-303-Sequenz charakterisierter Acid-Techno-Remix von New Orders Song Confusion aus dem Jahr 1983. Er wurde unter dem Titel Pump Panel Reconstruction 1995 von Pump Panel veröffentlicht.
Im Jahr 2000 wurde dieser Remix gleich dreimal erneut gecovert, nämlich von
- Public Domain als Operation Blade,
- Warp Brothers vs. Aquagen als Phatt Bass
- und von Voodoo & Serano als Blood is Pumpin’.

Diese Coverversionen erschienen jeweils als Single, letztere wurde 2005 unter dem Namen Blood Is Pumpin’ 2005 neu aufgelegt.

## Schnittfassungen & Freigaben
Die ungekürzte Version von Blade erhielt in Deutschland eine Altersfreigabe ab 18 Jahren und wurde von der BPjS, indiziert. Sie durfte somit nicht im deutschen Free-TV gezeigt oder öffentlich beworben werden. Eine für die Ausstrahlung im deutschen Free-TV um rund sieben Minuten gekürzte Version wurde ebenfalls ab 18 Jahren freigegeben, eine weitere um fast 10 Minuten gekürzte Fassung erhielt eine Freigabe ab 16 Jahren. 
Ende Januar 2019 wurde der Film vorzeitig vom Index gestrichen. Eine Neuprüfung durch die FSK im August 2020 ergab eine Altersfreigabe ab 18 Jahren für die ungeschnittene Fassung. Gemäß der Jugendschutzreform von 2003 ist sie damit vor einer erneuten Indizierung geschützt. 

## Veröffentlichungen
Blade wurde in Deutschland sowohl ungekürzt als auch in gekürzten Fassungen auf VHS, DVD und Blu-Ray veröffentlicht.
Im Dezember 2020 erfolgte die Veröffentlichung der ungekürzten Fassung auf 4K Ultra HD Blu-ray. Diese Fassung läuft im Vergleich zu den bisherigen Veröffentlichungen im Breitbildformat 2,39:1.

## Synchronisation
Die deutsche Synchronisation übernahm die Film- & Fernseh-Synchron in München, nach einem Dialogbuch und unter der Dialogregie von Horst Geisler.
| Rolle               | Darsteller          | Deutscher Sprecher |
| ------------------- | ------------------- | ------------------ |
| Eric Brooks / Blade | Wesley Snipes       | Torsten Michaelis  |
| Deacon Frost        | Stephen Dorff       | Alexander Brem     |
| Abraham Whistler    | Kris Kristofferson  | Hartmut Becker     |
| Dr. Karen Jenson    | N’Bushe Wright      | Susanne von Medvey |
| Quinn               | Donal Logue         | Kai Taschner       |
| Dragonetti          | Udo Kier            | Erich Ludwig       |
| Racquel             | Traci Lords         | Claudia Kleiber    |
| Officer Krieger     | Kevin Patrick Walls | Florian Halm       |
| Mercury             | Arly Jover          | Michèle Tichawsky  |

## Auszeichnungen
Bei den MTV Movie Awards 1999 wurde Stephen Dorff für seine Rolle in Blade in der Kategorie Bester Bösewicht ausgezeichnet. Außerdem war auch Wesley Snipes für den besten Filmkampf nominiert.

## Kritik
„Die Verfilmung einer formal wie thematisch außergewöhnlichen Comic-Geschichte als plakative Kommerzmischung aus reichlich brutalen Martial-Arts-Szenen, Hip-Hop-Musik und computergenerierten Effekten. Statt schaurig-schöner Unterhaltung im Geist der gezeichneten Vorlage reiht der Film lediglich Versatzstücke einer vermeintlichen Jugendkultur aneinander und verliert sich in substanzlosen Oberflächlichkeiten.“

## Fortsetzungen
2002 erschien die erste Fortsetzung Blade II, 2004 komplettierte Blade: Trinity die Reihe.
Seit dem 28. Juni 2006 wurde in den USA auf dem Kabelsender Spike TV die Fernsehserie Blade – Die Jagd geht weiter ausgestrahlt. In dieser wird Blade von Kirk Jones dargestellt. Die Serie ist zeitlich nach dem dritten Film angesiedelt, sie wurde jedoch bereits nach 13 Episoden wieder abgesetzt und die Handlung nicht zu Ende geführt. In Deutschland lief die Serie am 11. Juni 2007 auf ProSieben an.
2011 erschien eine Blade-Animeserie unter der Regie von Mitsuyuki Masuhara.
Für 2025 ist ein Reboot-Kinofilm als Teil des Marvel Cinematic Universe angekündigt, Mahershala Ali wird dort die Titelrolle verkörpern.